# SBS 토요 드라마
SBS 토요 드라마는 대한민국의 SBS에서 매주 금요일에 방송되었던 TV 드라마 작품이다.

## 작품 리스트
|  | - 아래의 텔레비전 드라마 중 2002년 11월 이후에 시청 가능 연령을 표시하는 드라마 등급 제도를 의무적으로 시행하고 있습니다. - 2017년 3월 1일부터 TV 프로그램 등급 표시 외에 주제, 폭력성, 선정성, 언어, 모방 위험 등 분류 사유 표시를 의무적으로 시행하고 있습니다. |

### 1990년대
- 《제3극장》 : 1992년 12월 5일 ~ 1993년 2월 13일 - 단막극
- 《목소리를 낮춰요》 : 1993년 2월 20일 ~ 1993년 10월 16일
- 《사랑은 생방송》 : 1993년 10월 23일 ~ 1994년 1월 29일 - 시트콤
- 《박봉숙 변호사》 : 1995년 4월 22일 ~ 1995년 10월 21일
- 《코리아게이트》 : 1995년 10월 21일 ~ 1995년 12월 23일
- 《뉴욕스토리》 : 1997년 10월 25일 ~ 1998년 2월 28일 - 시트콤
- 《삼김시대》 : 1998년 2월 28일 ~ 1998년 5월 17일
- 《돈.com》 : 1999년 5월 22일 ~ 1999년 7월 31일 - 시트콤

### 2000년대
- 《달려라 고등어》 : 2007년 5월 12일 ~ 2007년 6월 30일 - 시트콤

### 2010년대
- 《심야식당》 :  2015년 7월 4일 ~ 2015년 9월 5일
- 《우리 갑순이》 : 2016년 11월 5일 ~ 2017년 4월 8일
- 《언니는 살아있다》 : 2017년 4월 15일 ~ 2017년 10월 14일
- 《브라보 마이 라이프》 : 2017년 10월 21일 ~ 2018년 2월 3일
- 《착한마녀전》 : 2018년 3월 3일 ~ 2018년 5월 5일
- 《시크릿 마더》 : 2018년 5월 12일 ~ 2018년 7월 7일
- 《그녀로 말할 것 같으면》 : 2018년 7월 14일 ~ 2018년 9월 29일
- 《미스 마: 복수의 여신》 : 2018년 10월 6일 ~ 2018년 11월 24일
- 《운명과 분노》 : 2018년 12월 1일 ~ 2019년 2월 9일

## 같이 보기
- SBS 주말극장
- SBS 주말 특별기획 드라마